# 天門南駅
天門南駅（てんもんみなみえき）は漢宜線に位置し、上海-武漢-成都高速鉄道の重要な駅で、天門市天門工業団地内にあり、 天門市の中心からは37キロ程度で、 仙桃市の中心からはわずか3キロである。 

## 駅名
漢宜線の元「仙桃駅」は天門に設置され、天門市に続いて、天門新北工業団地の元の「仙桃駅」駅の名前は天門南駅に変更された。
仙桃市 、仙桃市三伏潭鎮の北にある封口头村と雷场村の間に「 仙桃西駅 」を設置することが選択された。

## 逸話
駅から仙桃市内中心部までの直線距離はわずか3kmで、天門市までの直線距離は40km以上なので、乗務員は仙桃に行きたい場合はこの駅で下車するよう乗客に注意を促す。 したがって、このサイトはネチズンによって「中国で最も陽気な高速鉄道駅」と呼ばれている 。 

## 関連事項
- 仙桃西駅
- 武漢駅
- 阪口駅
- 宜昌東駅

## 参考資料
1. ↑  “此武夷山站到不了武夷山 高铁站名中的“李逵”与“李鬼””.   南方周末. 2016年9月19日閲覧。